# Gilles Bonhomme
Pour les articles homonymes, voir Bonhomme.
 Gilles Bonhomme , né le 18 juin 1978, est un judoka français en activité évoluant au niveau international dans la catégorie des moins de 73 kg (poids légers).

## Palmarès
- Championnats de France individuels
  -  1e en 2011 en moins de 73 kg ;
  -  en 2009[3] ;
  -  en 2008 ;
  -  en 2007.
- Vice champion d'Europe junior[4] à Ljubljana en 1997.

### Par équipe
- 2e au tournoi de Barcelone en 2008 ;
- 3e au championnat de France par équipe en 2008 ;
- 1e au tournoi Mondial par équipe de Monaco en 2005.

### Circuit IJF
- Masters mondial de judo 2 podium en 2010 ;
- 1er au tournoi mondial de Monaco en 2005.